# Anthony Baffoe
Anthony Baffoe (* 25. Mai 1965 in Bad Godesberg) ist ein ehemaliger ghanaischer Fußballspieler und Gründer und Generalsekretär der ghanaischen Spielergewerkschaft (Professional Footballers Association of Ghana, Pfag).

## Spielerkarriere
Der Ghanaer Anthony Baffoe, Sohn eines Diplomaten, wuchs in Bad Godesberg auf, dem heutigen Stadtbezirk von Bonn, wo er beim 1. FC Ringsdorff-Godesberg mit dem Vereinsfußball begann. Das Sporttalent – der hochgewachsene Baffoe war u. a. auch ein begabter Basketballspieler – wurde von Christoph Daum, seinerzeit Nachwuchstrainer beim 1. FC Köln, entdeckt und gefördert. FC-Trainer Rinus Michels berief den 18-jährigen Baffoe schließlich 1983 in die mit Stars wie Toni Schumacher, Pierre Littbarski oder Klaus Allofs gespickte Profimannschaft. Er war somit nach Ibrahim Sunday von Werder Bremen und Etepe Kakoko vom VfB Stuttgart der dritte afrikanische Fußballer, der den Sprung in die 1. Bundesliga schaffte. Baffoe hatte in den Jugendmannschaften als technisch starker Stürmer begonnen und fand nun den Weg vom vorderen Mittelfeld in die Rolle eines modernen Rechtsverteidigers, dessen dynamische Vorstöße und Flanken das Publikum begeisterten. Der Durchbruch beim 1. FC Köln blieb Baffoe allerdings verwehrt. Neben der damals gültigen DFB-Ausländerregel (Bundesligisten durften maximal drei Ausländer im Kader aufnehmen und bei Pflichtspielen zwei von ihnen gleichzeitig einsetzen) dürfte hierbei auch der zeitweilig unprofessionelle Lebenswandel Baffoes eine gewisse Rolle gespielt haben.
Um Spielpraxis zu sammeln, wechselte Baffoe 1985 leihweise zu Rot-Weiß Oberhausen. Einen seiner größten Erfolge feierte er in der Saison 1986/87 mit den Stuttgarter Kickers: Die Zweitligamannschaft erreichte sensationell das DFB-Pokalfinale und verlor am 20. Juni 1987 im Berliner Olympiastadion vor 76.000 Zuschauern nach bravourösem Kampf mit 1:3 gegen Vizemeister Hamburger SV. Fans und Experten feierten die Leistung Baffoes, der seinen Gegenspielern regelrecht Rätsel aufgegeben hatte und die zwischenzeitliche 1:0-Führung der „Blauen“ mit einem hervorragenden Flankenlauf vorbereitet hatte. Dennoch verzichtete der neue Stuttgarter Trainer Manfred Krafft auf eine Weiterverpflichtung der „schwarzen Perle“, wie Baffoe von den Medien regelmäßig bezeichnet wurde.
Er kehrte nach Köln zurück, wo er sich der zweitklassigen Fortuna anschloss. Konstant gute Leistungen brachten ihn beim HSV sogar als Erben für die Vereinslegende Manfred Kaltz ins Gespräch. Doch Baffoe blieb dem Rheinland treu und wechselte im Sommer 1989 zum Bundesliga-Aufsteiger Fortuna Düsseldorf. Einen Teil der Ablösesumme, rund 200.000 Mark, steuerten Die Toten Hosen bei, die während einer Tournee unter dem Motto „ein Bein für Toni Baffoe“ eine (Fortuna-)Mark auf den Eintrittspreis aufgeschlagen hatten. 1992 stieg Fortuna Düsseldorf ab. Baffoe wurde als einer der Mitschuldigen ausgemacht und nach Streitereien mit dem Trainer Pepi Hickersberger suspendiert. Er verließ daraufhin Deutschland und spielte die folgenden Jahre in Frankreich (FC Metz und OGC Nizza). Anschließend ließ Baffoe seine Karriere in exotischen Fußballregionen ausklingen; so absolvierte er eine Spielzeit in Hongkong bei Convoy Sun Hei SC und wechselte schließlich 1998 zum venezolanischen Fußballklub FC Caracas. Von dort wechselte er 1999 nach Ghana, wo er sich dem Erstligisten Ashanti Gold anschloss, den er wiederum im Jahre 2001 verließ, um nach Südafrika zu gehen. Dort spielte er bis 2003 bei Ajax Cape Town und kehrte danach nach Ghana zurück, wo er bis einschließlich 2006 bei Ashanti Gold aktiv war und daraufhin seine Karriere als Profifußballspieler 41-jährig beendete.
Insgesamt bestritt Anthony Baffoe in der Bundesliga zwischen 1983 und 1992 74 Spiele für den 1. FC Köln und Fortuna Düsseldorf. Dabei erzielte er vier Tore. Baffoe betrachtete sich selbst als deutschen Fußballer mit afrikanischen Wurzeln und wurde durch seine engagierte, ebenso humorvolle wie selbstbewusste Art gegenüber Rassismus im Fußball, die mit seinen offensivstarken fußballerischen Fähigkeiten korrespondierte, überregional bekannt.

### Nationalmannschaft
In der ghanaischen Fußballnationalmannschaft debütierte Baffoe am 13. Januar 1991 gegen Benin (4:0) in einem Qualifikationsspiel für den Afrika-Cup im darauffolgenden Jahr. Nach einer Stippvisite 1973 war dies erst sein zweiter Besuch in Ghana. Tragischer Höhepunkt seiner Auswahlkarriere war sein verschossener Elfmeter im Elfmeterschießen des Endspiels um die Afrikameisterschaft 1992 gegen die Elfenbeinküste. Beim Stand von 11:10 trat er als Kapitän als erster Spieler auf Seiten Ghanas zum zweiten Mal an und vergab.

## Weiterer Werdegang
Nach Ende seiner Fußballerlaufbahn wandte sich Baffoe dem Sportjournalismus zu. Er moderierte zunächst im DSF das Jugendfußball-Magazin Fujuma, bevor er zum WDR wechselte, wo er durch Sport im Westen führte.
Im Frühjahr 2006 wurde Anthony Baffoe vom Fußballverband Ghanas zum Verantwortlichen für internationale Beziehungen ernannt, wobei er auch als Bindeglied zwischen Verband und den Nationalspielern fungieren soll.
Weiterhin ist Baffoe von der FIFA ernannter Botschafter gegen Rassismus und agierte während der Fußball-Weltmeisterschaft 2014 als General Coordinator des Maracanã-Stadions.
Im Jahr 2021 war er Teil der Dokumentation Schwarze Adler des Streaminganbieters Prime Video.

## Familie
Die Schauspielerinnen Rosalind und Liz Baffoe, letztere bekannt als Mary aus der Serie Lindenstraße, sind seine Schwestern.

## Erfolge
- 1992: Finalist im Afrika-Cup mit Ghana
- 1987: Finalist im DFB-Pokal mit den Stuttgarter Kickers